# Melophorus bagoti
Melophorus bagoti är en myrart som beskrevs av Lubbock 1883. Melophorus bagoti ingår i släktet Melophorus och familjen myror. Inga underarter finns listade i Catalogue of Life.